# Test dell'esterasi leucocitaria
Il test dell'esterasi leucocitaria (conosciuto anche con il nome di test per l'elastasi dei neutrofili o test dell'elastasi granulocitaria) è un test sulle urine cui si ricorre per la ricerca di globuli bianchi (leucociti) ed altre anormalità associate ad un'infezione delle vie urinarie. Il test risulta utile nella distinzione tra una batteriuria asintomatica ed un'infezione delle vie urinarie (IVU), che in determinate condizioni può risultare molto difficile.
La presenza di globuli bianchi nelle urine in genere indica una infezione ad un qualche livello del tratto urinario (uretra, vescica urinaria, pelvi renale o rene). Il test dell'esterasi leucocitaria rileva la presenza di esterasi, un enzima rilasciato dai leucociti. L'esterasi ha la funzione di degradare le proteine che fanno da supporto alla matrice connettivale. La positività per l'esterasi leucocitaria correla con la presenza di leucociti nei fluidi corporei.
L'associazione del test per l'esterasi leucocitaria con il test dei nitriti urinari fornisce uno screening eccellente per identificare la presenza di una infezione delle vie urinarie (IVU).
L'esame di riferimento per la verifica della presenza di leucociti è la ricerca microscopica degli stessi, ma è stato dimostrato che il test dell'esterasi leucocitaria presenta una buona correlazione con la presenza di più di 10-20 globuli bianchi/mm3 (nella camera conta globuli). Per questo motivo la valutazione dell'esterasi leucocitaria urinaria si rivela un test decisamente pratico, semplice, veloce ed economico.

## Preparazione e raccolta del campione
Il test è estremamente rapido e di facile esecuzione e non richiede alcun tipo particolare di preparazione. Il test non comporta alcun disagio e per la raccolta del campione è necessario semplicemente che il paziente urini normalmente raccogliendo, in modo sterile, un campione di urine del mitto intermedio.

## Esecuzione del test
Esistono diverse modalità di esecuzione. La più semplice prevede l'immersione di una striscia reattiva per 1 secondo in una provetta contenente le urine del paziente. La striscia deve essere poi posizionata sul bordo del contenitore urine, in modo tale da permettere la rimozione del fluido in eccesso. A questo punto è necessario attendere un tempo variabile da 1 a 2 minuti (a seconda del produttore).
La lettura può essere effettuata per confronto colorimetrico (si dispone la striscia reattiva accanto ad una tabella colore di confronto e si legge il risultato, normalmente espresso come negativo, circa 15 μL, circa 75 μL, fino a giungere a circa 500 μL) oppure affidandosi ad un lettore automatico che stampa un report del risultato.

## Risultati
Un risultato negativo indica normalità. Un risultato positivo, cioè anomalo, indica una possibile infezione del tratto urinario.
In considerazione della possibilità di una minima contaminazione del campione alcuni laboratori applicano un valore di cut-off e fanno riferimento ad intervalli di valori normali che possono variare leggermente da laboratorio a laboratorio, in considerazione della diversa metodica utilizzata.

## Falsi positivi e falsi negativi
È possibile che alcune condizioni determinino un risultato falso positivo. Fra queste una particolare menzione meritano le secrezioni vaginali (sangue ma anche importanti perdite di muco) ed una eventuale infezione sostenuta da Trichomonas vaginalis (ad esempio la tricomoniasi, una malattia sessualmente trasmissibile piuttosto comune e diffusa).
Altre situazioni possono invece condurre ad un risultato falso negativo, e segnatamente elevati livelli di proteine e glucosio, alti livelli di vitamina C, oppure una elevata concentrazione di tetracicline.

## Sensibilità e specificità
Il test ha una sensibilità che è compresa fra il 69% ed il 98%. La specificità è invece fra il 59% ed il 96%. Sia la sensibilità che la specificità aumentano con l'aumentare della concentrazione batterica.
Il valore predittivo positivo del test è intorno al 55%, in altre parole sono 55 i soggetti con reale infezione delle vie urinarie su 100 soggetti risultati positivi al test.
Il valore predittivo negativo è invece lievemente superiore al 90%, ovvero sono 90 i soggetti che effettivamente non soffrono di infezione delle vie urinarie su 100 soggetti risultati negativi al test.
Se al test per l'esterasi leucocitaria è associato il test dei nitriti la specificità del test aumenta in modo considerevole raggiungendo il 98-100%.